# Mike McCool
Mike McCool (ur. 15 września 1951 w Hastings, zm. 23 czerwca 2020) – nowozelandzki rugbysta, reprezentant kraju.
Na poziomie klubowym związany był z Hastings Celtic, Saracens Club oraz Pongaroa United. Dla Hawke’s Bay w latach 1972–1978 rozegrał 77 meczów, w tym przeciwko British and Irish Lions w 1977. W latach 1979–1983 pięćdziesięciokrotnie wystąpił natomiast w barwach Wairarapa Bush, z którym w 1981 roku pod wodzą Briana Lochore’a awansował do Dywizji 1 National Provincial Championship, a w 1983 ponownie zagrał przeciw Lions.
W 1974 roku zagrał w pięciu meczach krajowego tournée reprezentacyjnego zespołu New Zealand Juniors. Pięć lat później wziął udział w sprawdzianach kadry narodowej i z uwagi na kontuzję Franka Olivera został powołany na dwumeczową wyprawę do Australii, jako pierwszy zawodnik Wairarapa Bush. Zagrał zarówno z zespołem rezerw Queensland, jak i z Wallabies, były to jednak jego jedyne występy dla All Blacks.
Uczęszczał do szkoły podstawowej w Kereru, a następnie do St Patrick’s College Silverstream w Upper Hutt. Przez 45 lat żonaty z Deb, piątka dzieci: Ben, Daniel, Belinda, Sam i Angus.